# Кавказка овчарка
Кавказката овчарка е порода кучета с произход Русия. Произходът им се свързва с региона на Южна Русия – районът на Кавказките планини, от където произлиза и името на породата. Най-често срещана Кавказката овчарка е в страните Грузия, Армения, Дегестан, Северен Кавказ, Астрахан и Азербайджан. Формирането на породата е главно в резултата от естествения подбор, но има и влияние от националните традиции на народите на Кавказ. От 1947 г. насам започва съвременната история на кучетата Кавказката овчарка като заводска порода, поради факта, че кучетата внесени от Русия до 1940 година, са изчезнали по време на военните действия през Великата Отечествена Война. През същата тази година се отнасят и първите изложбени отчети на породата. В региона на Задкавказието Кавказката овчарка става с все по-масивна и голям конструкция на тялото, както и с по-засилени лични качества като агресия и недоверие към хората. Тези кучета са добре познати с типични черти като издръжливост на по-сурови условия, смелост, интелигентност и възможност за професионална дресировка и обучение. Кавказката овчарка е порода със следните основни предназначения: овчарско, охранително и караулно куче.

## Външен вид
Що се касае до типичните външни белези на Кавказката овчарка, тя се характеризира с предимно голям (или над средния) ръст, силна и здрава структура на тялото, масивна конструкция на цялата костна система, дебела и еластична кожа.
Муцуната на кучетата е сравнително къса, като зъбите са почти винаги в перфектно състояние, ушите – висящи или късо купирани – а очите са с малък размер и тъмен цвят. Опашката на Кавказката овчарка е предимно ниско спусната към земята, а формата ѝ е от типа сърп. Козината на кучетата е с ясно подчертан прав и гладък косъм, докато нюансът е светъл или матов (зонарно сив с тенденция към почервеняване или пъстър, а понякога и бял). Според вида козина, Кавказката овчарка може да е дълго-, средно- и късокосместа. Трябва да отбележим, че породата е с добре изразен полов тип, като мъжките са с доста по-внушителни размери, а женските – далеч по-ниски и леки като тегло. Тези кучета обикновено надвишават посочената по стандарт височина: женските по стандарт са с височина от 62 см, а мъжките – от 65 см, но обикновено достигат ръст при холката повече от 70 см. При мъжките килограмите варират от 55 кг до 105 кг а при женските от 45 кг до 75 кг.
Ушите на кавказката овчарка по стандарт подлежат на купиране, това е свързано с предназначението на тези кучета – пазачи на стада с овце от нападения на вълци и на мечки. При встъпването в бой с хищниците най-уязвими се оказват именно ушите. Кавказката овчарка има и характерна походка. Тя е свободна и динамична, като типични са и късите тръсове сред движенията на породата.

## Недостатъци
Като всички останали видове кучета, и Кавказката овчарка си има своите три вида групи недостатъци – основни, сериозни и дисквалифициращи. Сред основните можем да посочим като най-значителни бързото износване на зъбите, отклонения по отношение на нормалните движения и липса на свобода във функционирането на ставите, за сериозните – хилава структура, често срещана апатия и много скосени лапи, а за дисквалифициращите – агресия или силна страхливост, както и липса на някои от основните видове кучешки зъби като резците и моларите.

## Стандарт на породата
Според класификацията на FCI Кавказката овчарка спада към Група 2, в която попадат още и швейцарското планинско и пастирско куче, пинчерът и някои от най-типичните молосоидните породи, които са от Секция 2 на същия класификатор. FCI No на стандарта: 328 от 22.04.1996 г. Кавказката овчарка е популярна порода кучета с официално издаден стандарт от 1985 година.

## Особености на характера
Характеризират се с добре изразена активно-отбранителна реакция (настървеност), която се предава по наследство. Кавказката овчарка е смело и решително куче, лоялно към господаря си и се държи агресивно към непознати като често дори може да прояви злоба, затова е трудно за подчинение. Много интелигентни и умни кучета, но и много своенравни. По тази причина се смята, че са трудни за обучение. Въпреки това, при достатъчно упорство от страна на собственика, кучето успешно може да премине общия курс на дресировка.